# Gerechtelijk gebied Luik
Het gerechtelijk gebied Luik is een van de vijf gerechtelijke gebieden in België.

## Geschiedenis
Tot 2014 telde het gerechtelijk gebied Luik negen gerechtelijke arrondissementen: Aarlen, Dinant, Eupen, Hoei, Luik, Marche-en-Famenne, Namen, Neufchâteau en Verviers. Als gevolg van de gewijzigde gerechtelijke indeling van België telt het gerechtelijk gebied sinds 2014 slechts vier gerechtelijke arrondissementen: Luik, Namen, Eupen en Luxemburg.

## Structuur
Het gerechtelijk gebied Luik beschikt over de territoriale jurisdictie binnen haar grondgebied. Het rechtscollege neemt kennis van de hogere beroepen tegen de uitspraken van de rechtbanken van eerste aanleg en rechtbanken van koophandel van de gerechtelijke arrondissementen Eupen, Luik, Luxemburg en Namen. Het orgaan wordt gerechtshof genoemd en de uitspraken die geveld worden zijn arresten.
Het hof van beroep heeft zijn hoofdzetel te Luik en is onderverdeeld in een burgerlijke kamer, een jeugdkamer en een correctionele kamer. In het kader van de wet op de voorlopige hechtenis en de betwisting in lopende gerechtelijke onderzoeken beschikt ze tevens over een kamer van inbeschuldigingstelling en een bureau voor rechtsbijstand. Daarnaast wordt binnen dit gebied ook een arbeidshof georganiseerd dat zetelt in Luik.
| Gebied           | Europese Unie    | België           | België           | België           | België           | Luik           | Luik Luxemburg Namen | Eupen, Luik, Luxemburg en Namen | Eupen, Luik, Luxemburg en Namen | 32                              |                                 |                                 |                                 |
| Sociaal recht    | Hof van Justitie | Hof van Cassatie | Hof van Cassatie | Hof van Cassatie | Hof van Cassatie | Arbeidshof     | Arbeidshof           | Arbeidsrechtbank                | Arbeidsrechtbank                | Arbeidsrechtbank                | Arbeidsrechtbank                | Arbeidsrechtbank                |                                 |
| Handelsrecht     | Hof van Justitie | Hof van Cassatie | Hof van Cassatie | Hof van Cassatie | Hof van Cassatie | Hof van Beroep | Hof van Beroep       | Rechtbank van Koophandel        | Rechtbank van Koophandel        | Vredegerecht                    | Vredegerecht                    | Vredegerecht                    |                                 |
| Burgerlijk recht | Hof van Justitie | Hof van Cassatie | Hof van Cassatie | Hof van Cassatie | Hof van Cassatie | Hof van Beroep | Hof van Beroep       | Rechtbank van eerste aanleg     | Rechtbank van eerste aanleg     | Vredegerecht / Politierechtbank | Vredegerecht / Politierechtbank | Vredegerecht / Politierechtbank | Vredegerecht / Politierechtbank |
| Strafrecht       | Hof van Justitie | Hof van Cassatie | Hof van Cassatie | Hof van Cassatie | Hof van Cassatie | Hof van Beroep | Assisenhof           | Rechtbank van eerste aanleg     | Rechtbank van eerste aanleg     | Vredegerecht / Politierechtbank | Vredegerecht / Politierechtbank | Vredegerecht / Politierechtbank | Vredegerecht / Politierechtbank |

## Geografie
Het verenigt de gerechtelijke arrondissementen van de provincies Luik, Luxemburg en Namen in één omschrijving, om redenen van organisatie van een beroepsprocedure.

### Indeling in gerechtelijke arrondissementen en kantons
| Eupen - Eupen-Sankt-Vith 1 & 2 Luik - Fléron - Grâce-Hollogne - Herstal - Hoei 1 & 2 - Luik 1-4 - Limburg - Seraing - Spa - Sprimont - Verviers 1 & 2 - Wezet - Borgworm |  | Luxemburg - Aarlen - Bastenaken - Marche-en-Famenne - Neufchâteau - Virton Namen - Andenne - Ciney - Dinant - Fosses-la-Ville - Gembloers - Namen 1 & 2 - Philippeville |